# پل آمات
پل آمات (اسپانیایی: Pol Amat‎؛ زادهٔ ۱۸ ژوئن ۱۹۷۸) بازیکن هاکی روی چمن اهل اسپانیا است  که در مسابقات کشوری و بین‌المللی در مجموع برندهٔ ۳ مدال طلا، ۴ مدال نقره، ۳ مدال برنز شده‌است.